# Mariana Drăguțan
Mariana Drăguțan (n. 29 noiembrie 2000, Strășeni, raionul Strășeni, Republica Moldova) este o luptătoare din Republica Moldova.

## Carieră
Sportiva a câștigat medalia de aur la Campionatul European de Tineret din 2022 care s-a desfășurat la Plovdiv, Bulgaria. La ediția din 2023, la București, a luat bronzul. În același a devenit vicecampioană mondială de tineret.
La seniori ea a obținut bronzul la Campionatul European de la Budapesta din 2022. Anul următor a câștigat medalia de bronz la Mondialele de la Belgrad.
În 2024 Mariana Drăguțan a devenit la București vicecampioană europeană după ce a fost învinsă în finală de românca Andreea Ana. Ulterior a câștigat competiția de calificare, organizată în Turcia, și s-a calificat astfel la Jocurile Olimpice. La Paris a ocupat locul 14 la categoria de 53 kg după ce a fost învinsă de Andreea Ana în optimi.